# 궈원구이
궈원구이(중국어 간체자: 郭文贵; 1970년 5월 10일생 – 본인 주장 또는 1968년 10월 5일생), 광둥어 이름 호 완 쿽(郭浩云), 마일즈 궈, 마일즈 쿽으로도 알려져 있다. 그는 중국에서 자진 망명한 억만장자 사업가이자 정치 운동가이며, 베이징 제니스 홀딩스(Beijing Zenith Holdings, 대리인 리린과 장웨화를 통해)와 기타 자산을 소유한 유죄 판결을 받은 사기꾼이다. 경력의 정점에 있을 때 그는 중국에서 73번째로 부유한 사람이었다. 궈는 중국 당국으로부터 부정부패 및 기타 비행 혐의로 고발되었으며, 뇌물, 납치, 돈세탁, 사기, 강간 혐의로 체포될 것을 알고 2014년 말 미국으로 도피했다. 궈는 이 혐의들이 정치적 동기에서 비롯되었으며, 중국공산당 (CCP)이 자신에게 가한 정치적 보복 운동의 일환이라고 말했다. 궈는 스티브 배넌의 동료이자 도널드 트럼프 미국 대통령의 플로리다주 마러라고 리조트 회원이다.
궈는 자신을 내부고발자라고 주장하지만, 그의 일부 진술은 뉴욕 타임스와 같은 신문사에서 검증할 수 없었다. 2018년에서 2020년 사이에 궈는 배넌과 함께 G 뉴스 및 GTV 미디어 그룹이라는 두 개의 미디어 프로젝트를 시작했는데, 이들은 입증되지 않은 치료법과 백신에 대한 음모론을 포함하여 코로나19 팬데믹 관련 허위 정보를 유포했다. 2021년 궈는 불법 자금 조달과 관련하여 5억 3,900만 달러의 환급 및 벌금을 지불하기로 증권거래위원회와 합의했다. 2023년 3월, 궈는 미국 연방 당국에 의해 사기 혐의로 체포되었다. 2024년 7월, 궈는 뉴욕에서 추종자들을 속인 혐의로 유죄 판결을 받았다. 2025년 1월 6일 선고 공판에서 궈와 그의 동료 이벳 왕(Yvette Wang) 모두 선고를 받을 예정이었으나, 이벳만 그녀의 역할로 징역 10년을 선고받았다. 법원은 아직 궈의 선고 날짜를 정하지 않았다.

## 생애

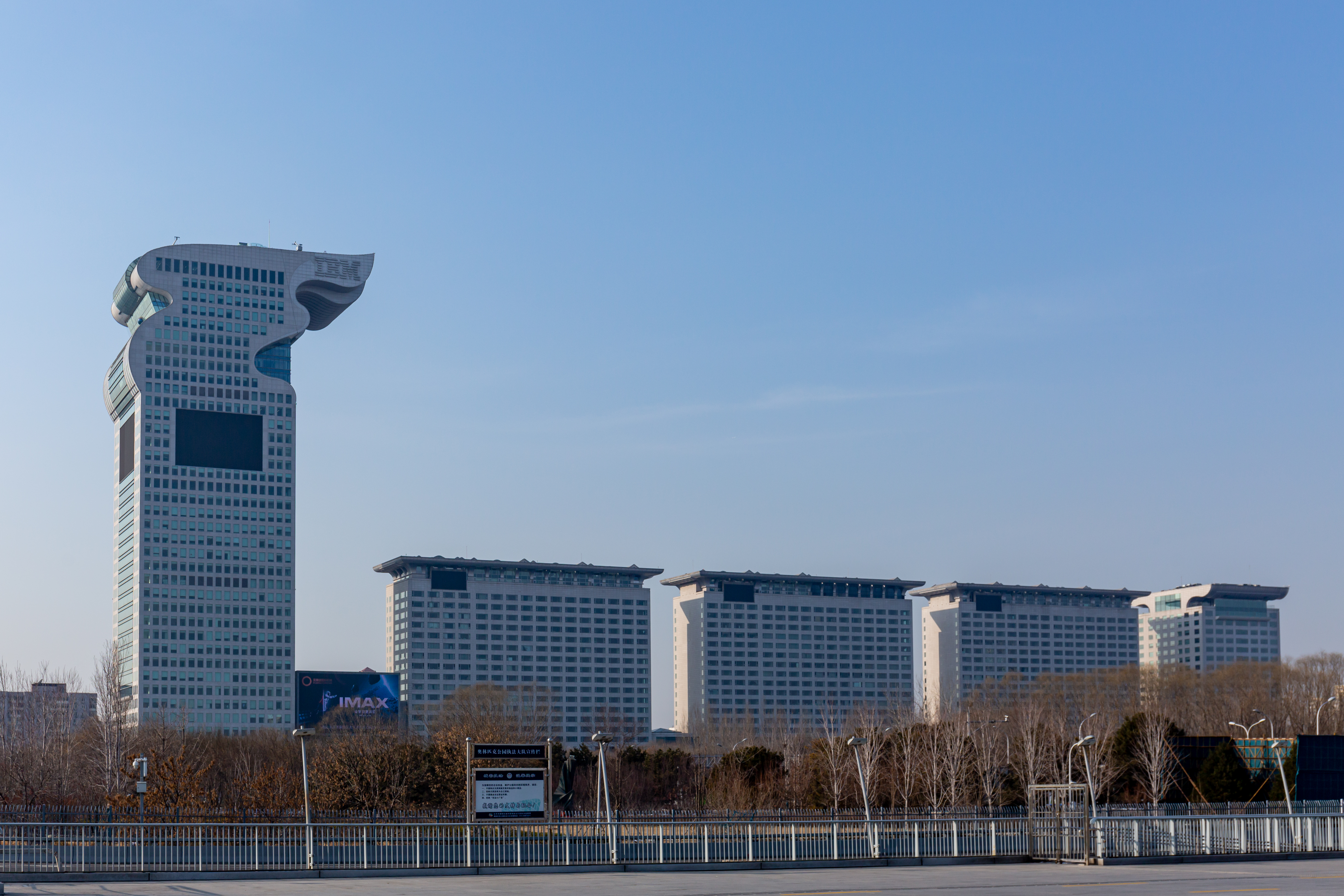
판구 플라자

궈는 중국 산둥성 선현에서 태어났다. 그는 8남매 중 일곱째이다. 그는 정저우시에서 사업을 시작했으며, 이후 베이징으로 옮겨 2008 베이징 올림픽 기간 동안 다양한 건설 계약을 따냈다. 2006년, 그는 베이징 부시장의 성관계 비디오테이프를 경찰에 넘겼다. 궈의 토지 거래 중 하나를 놓고 다퉜던 부시장은 이후 투옥되었고, 궈는 판구 플라자를 건설할 수 있었다.
2014년, 궈는 자신의 정치적 연줄 중 한 명이 체포되자 중국을 떠났다. 그는 2015년에 미국으로 이주했다. 부동산 개발 및 투자 분야에서 오랫동안 유명했던 궈는 2015년 후 슈리가 운영하는 차이신 언론의 긴 탐사 보도가 공개된 후 유명해졌는데, 이 보도는 궈의 정치적 연줄, 사업 거래 및 이전 경쟁자들에 대한 강경 전술을 자세히 다루고 있다.
궈는 후가 자신을 명예훼손했다고 주장하며, 후가 자신의 사업 경쟁자와 연애 관계를 맺고 있다고 주장하는 일련의 개인적인 비난으로 대응했다. 그는 2017년 초 트위터 계정을 개설하여 중국 기득권층 내 인물들을 자주 비판했다. 그는 특히 전 중국공산당 중앙기율검사위원회 비서인 허궈창의 아들 허진타오에게 특별한 경멸을 표했다.
그와 연루되어 있다고 알려진 많은 관리들은 시진핑의 반부패 운동의 그물에 걸려들었는데, 여기에는 전 중화인민공화국 국가안전부 차관 마젠과 전 허베이성 정치법률위원회 비서 장웨가 포함된다. 일반적으로 시진핑 총서기를 지지하지만, 궈는 반부패 운동의 일부를 정치적 마녀사냥으로 특징지었다.
2017년 초부터 궈는 뉴욕의 맨해튼 어퍼 이스트 사이드에 있는 8,200만 달러 상당의 아파트에서 센트럴 파크를 내려다보며 자발적 망명 생활을 하고 있다. 그는 뉴욕 자택에서 중국 정치 시스템의 부정부패에 대한 관심을 불러일으키기 위해 정치 운동을 계속하고 있다. 2018년 11월, 궈는 이 아파트를 6,700만 달러에 매물로 내놓았다.
궈는 도널드 트럼프 미국 대통령의 플로리다주 마러라고 리조트와 런던 메이페어의 마크스 클럽(Mark's Club) 회원이다.

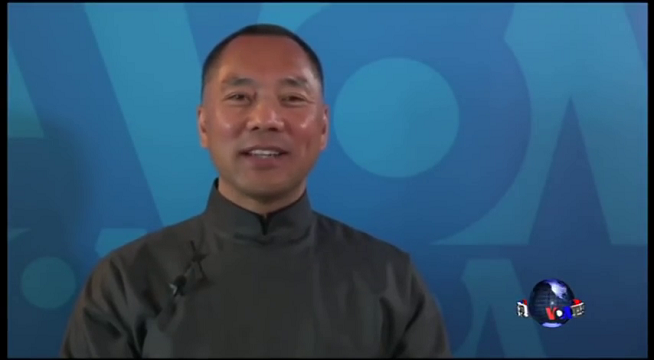
미국의 소리 방송에 출연한 궈원구이, 2017년

2017년 1월 23일부터 궈는 밍징, 미국의 소리 (VOA), BBC와 같은 미디어와 여러 차례 인터뷰를 가졌다. 궈는 또한 유튜브 및 트위터 채널에서 라이브 독백을 통해 중국 관리들의 부패를 비난하는 캠페인을 시작했다. 4월 20일, 궈의 VOA와의 3시간 라이브 인터뷰는 VOA에 의해 갑자기 중단되었다. 뉴욕 타임스, 파이낸셜 타임스, 그리고 포브스도 궈와 그의 캠페인에 대해 보도했다. 궈의 비난 대상 중 하나인 HNA 그룹은 2017년 6월 궈를 명예훼손으로 고소했다.
2018년 8월, 홍콩 언론인 명보와 사우스 차이나 모닝 포스트는 홍콩 경무처가 궈의 딸 궈메이의 이름으로 돈세탁 혐의를 받고 있는 궈 가족의 자산을 동결했다고 보도했다. 2019년 3월, 그의 어머니가 중국에서 사망했다.
벤자민 R. 타이텔바움의 저서 『영원을 위한 전쟁(War for Eternity)』은 궈와 스티브 배넌의 협력 및 중국 정부를 약화시키려는 후자의 시도를 자세히 다루고 있다. 2020년 6월 3일 (1989년 천안문 사건 31주년), 궈의 뉴욕시 수역 요트에서 그와 스티브 배넌은 "중국 정부를 전복시킬" 정치 운동인 "신중국 연방" 선포 행사에 참여했다. 뉴욕시 상공에서는 "신중국 연방 축하한다!"는 문구가 적힌 배너를 단 비행기가 목격되었다. 2020년 8월, 배넌은 커네티컷에 정박 중인 궈의 3,500만 달러 호화 요트에서 새벽 습격으로 연방 당국에 체포되었는데, 이는 We Build the Wall 비영리 단체에서 수백만 달러를 훔친 혐의 때문이었다.
2022년 2월, 궈는 파산법 제11조를 신청했다. 파산 신청에서 궈는 자신의 총 자산이 현재 50,001달러에서 100,000달러 사이이며, 부채는 1억 달러에서 5억 달러 사이라고 추정했다.

## 베이징 제니스 홀딩스
베이징 제니스 홀딩스(중국어 간체자: 北京政泉控股)는 2013년 리린과 장웨화가 두 법인(중국어 간체자: 郑州浩云实业有限公司 및 郑州浩天实业有限公司)을 통해 소유한 회사였다. 이 회사는 국영 창업 그룹(Founder Group)의 PKU 헬스케어 그룹(PKU Healthcare Group)으로부터 PKU 헬스케어(PKU Healthcare)의 소수 지분을 인수했다. 그러나 베이징 제니스 홀딩스는 주식이 이미 이전되었음에도 PKU 헬스케어 그룹에 대금을 지불하지 못했다고 한다. 대금 결제를 위해 베이징 제니스 홀딩스는 PKU 헬스케어 그룹의 자매 회사인 PKU 리소스 그룹 홀딩스(PKU Resources Group Holdings)로부터 돈을 빌렸다고 한다. 이 세 회사는 모두 2016년에 중국 증권감독관리위원회로부터 벌금을 부과받았다.
2015년 중국 언론은 제니스 홀딩스가 실제로는 궈원구이 소유였으며, 리린과 장웨화는 그의 대리인이었다고 보도했다.
제니스 홀딩스는 또한 신주 인수 방식으로 창업 증권(Founder Securities)의 소수 지분을 인수했다.
2018년 10월, 제니스 홀딩스는 증권 회사 인수 과정의 불규칙성으로 인해 런민비 600억 위안의 벌금을 부과받았다. 다롄시 법원은 판결에서 베이징 제니스가 119억 위안의 불법 이익을 얻었다고 판단했다.

## 중국 문서
2017년 10월 5일, 궈는 워싱턴에서 미국 정부의 자체 검증을 받았다고 주장하는 소위 "중국 정부의 기밀 문서"를 공개했는데, 여기에는 2017년 중국이 미국에 "경찰관 27명을 비밀리에 파견하여 현장 임무를 수행하는 작업 계획"이 포함되어 있었다.

## 중국의 형사 고발
2017년 4월, 중국 정부의 요청으로 궈의 체포를 위한 국제수배가 발부되었다. 2017년 6월, 궈의 다른 투자 회사인 판구 투자(Pangu Investment) 직원들이 은행 대출 사기 혐의로 기소되었다. 직원들은 모두 궈의 지시를 받았다고 주장했다.
2017년 6월까지 중국 정부는 카지노 사업가 스티브 윈을 통해 도널드 트럼프 미국 대통령에게 궈를 중국으로 추방해달라는 서한을 보냈다. "회의에 정통한" 익명의 소식통은 트럼프가 그의 마러라고 리조트 회원인 궈를 추방할 의사가 있었지만, 그의 고문들이 궈를 중국에 대한 정치적 지렛대로 사용할 수 있다고 판단하여 추방에 반대했다고 주장한다.

## 궈에 대한 트위터 캠페인
오스트레일리아 전략 정책 연구소의 연구에 따르면, 2019-2020년 홍콩 시위에 대한 반응으로 트위터가 금지한 중국 정부 통제 계정들의 트윗을 분석한 결과, 이들 계정들은 홍콩 시위대를 포함한 다른 어떤 대상보다 궈원구이를 공격하는 자료를 더 많이 배포한 것으로 나타났다. 봇 네트워크의 표적이 된 다른 반체제 인사들로는 구이 민하이와 위원성 뿐만 아니라 인민해방군 참전 용사들도 있었다. 사우스 차이나 모닝 포스트의 또 다른 보고서에서 연구원들은 현재 정지된 트위터 계정 618개에서 38,000개 이상의 트윗이 궈를 겨냥한 것으로 나타났다.

## 민사 소송
여러 회사가 궈의 판구 투자(Pangu Investment)와 제니스 홀딩스(Zenith Holdings)를 미국 민사 법원에 고소하여 회사들이 궈에게 대출했다고 주장하는 부실 채권을 회수하려 했다.
2017년 4월, 퍼시픽 얼라이언스 아시아 오퍼튜니티 펀드(Pacific Alliance Asia Opportunity Fund)는 궈가 거주하고 미국 정부에 망명을 신청한 뉴욕 카운티의 상사 법원에 궈를 상대로 소송을 제기했다. 2008년, 퍼시픽 얼라이언스는 베이징 올림픽 경기장 근처에 있는 "7성급 호텔"인 판구 플라자 개발과 관련하여 궈의 홍콩 회사에 3천만 달러를 대출했다. 이 대출과 관련하여 궈는 개인 보증을 체결했다. 모든 문서와 거래는 홍콩 또는 중국에서 이루어졌다. 퍼시픽 얼라이언스에 따르면, 궈는 대출 원금과 누적 이자로 약 8,800만 달러를 빚지고 있다. 2020년, 궈의 사용을 위해 투자 펀드가 구매한 5,500만 달러 상당의 아파트가 소송과 관련된 파산 절차에서 압류되었다.
2017년 7월, 중국 여배우 판빙빙은 궈가 그녀가 CCP 지도자 왕치산과 잠자리를 같이했다고 주장한 후 궈를 명예훼손으로 고소했다.
2017년 8월, 중국 대기업 HNA 그룹은 뉴욕에서 궈를 상대로 명예훼손 소송을 제기했는데, 궈가 "반복적으로 거짓되고 명예를 훼손하는 진술"을 했다고 주장했다. 여기에는 전 중앙기율검사위원회 비서이자 시진핑 총서기의 핵심 지지자인 왕치산의 조카 야오칭이 HNA의 주주 중 한 명이라는 주장이 포함되었다. HNA는 이 발언으로 인해 회사가 사업 손실과 주가 하락을 겪었다고 말했지만, 궈는 거대 중국 대기업과의 미국 법적 분쟁을 환영한다고 말했다. 그러나 2019년 3월, HNA는 궈의 발언이 더 이상 대중의 관심을 끌지 못했다고 주장하며 이 소송을 취하할 계획이라고 밝혔다. 거의 동시에 궈는 자신의 소셜 미디어 "궈 미디어(Guo Media)"에 HNA 사건에서 철회하지 않고 계속할 것이라고 선언하는 트윗을 올렸다.
2018년 11월 20일, 궈는 뉴욕에서 절친한 친구인 스티브 배넌과 함께 전 HNA 그룹 회장인 왕젠의 프랑스 사망에 대해 기자회견을 열었다. 회의에서 그는 중국 정부의 금융 활동 및 그 지지자들에 대한 조사를 위해 "법치 재단"을 설립하고 궈 자신처럼 중국공산당 (CCP)에 의해 박해를 받고 해외로 도피할 수밖에 없었던 사업가, 관리 및 기타 사람들에게 재정적 지원을 제공할 것이라고 발표했다. 이 재단은 두 부분으로 구성되어 있으며, 각각 다른 유형의 비영리 단체이다. "법치 재단(Rule of Law Foundation)"이라고 불리는 한 부분은 501(c)(3) 유형이며, 다른 부분인 "법치 사회(Rule of Law Society)"는 501(c)(4) 유형이다. 카일 배스가 501(c)(3) 부분의 회장을 맡고, 스티브 배넌이 501(c)(4) 부분의 회장을 맡고 있다.
2018년 12월, 로저 스톤은 궈와의 합의에 동의하여, 스톤이 궈가 힐러리 클린턴에게 기부했다는 2015-2016년 경에 발표된 허위 주장을 철회하기로 했다.
2019년 7월 23일, 궈와 상업적 분쟁을 겪고 있는 미국 상업 연구 회사인 스트래티직 비전 US LLC(Strategic Vision US LLC)는 궈가 CCP의 스파이라고 주장하며 미국 연방 법원에 궈를 고소했다. 그러나 이 소송은 기각되었고, 이후 궈는 뉴욕주에서 스트래티직 비전 US와 아웃프런트(Outfront) TV 프로그램에서 자신을 스파이라고 부른 CNN 진행자 에린 버넷을 포함한 여러 회사와 개인을 상대로 5천만 달러의 명예훼손 소송을 제기했다.
2019년 8월, 홍콩 경무처가 2017년 궈와 다른 가족 구성원의 은행 계좌를 동결했다는 사실이 밝혀졌다. 이는 궈의 딸 궈메이 소유의 안톤 개발 유한회사(Anton Development Limited)가 자금 해제를 요청하는 법원 문서에 명시되어 있다. 이 동결은 궈와 관련된 다양한 자산 동결에 대한 사법 검토의 일환이며, 329억 홍콩 달러(약 58억 싱가포르 달러) 규모의 돈세탁 조사와 관련이 있다. 법원 서류는 궈와 다른 가족 구성원이 개인 은행 계좌와 안톤 개발 유한회사 및 홍콩 국제 자금 투자 유한회사의 은행 계좌를 사용한 것에 초점을 맞추고 있다. 동결된 계좌는 총 15억 6천만 홍콩 달러 이상에 달한다고 한다. 안톤 개발 유한회사가 경찰에 제공한 영장에 따르면 동결된 계좌의 7억 3천만 홍콩 달러는 아부다비의 국부펀드에서 온 투자 자금이었다.

## G 뉴스 및 GTV
G 뉴스는 브라이트바트 뉴스의 전 최고경영자이자 도널드 트럼프 1기 행정부의 전 고문이었던 스티브 배넌과 협력하여 운영되는 궈와 관련된 회사인 궈 미디어(Guo Media)가 소유한 웹사이트이다. 궈 미디어는 2018년 8월부터 2019년 8월까지 컨설팅 서비스에 대한 대가로 배넌에게 100만 달러를 지불했으며, 배넌은 궈 미디어 본사에 사무실을 가지고 있다. 궈와 배넌 모두 중국 정부를 비판하는 G 뉴스 비디오에 정기적으로 출연한다.
궈와 배넌은 2020년에 GTV 미디어 그룹을 공동 설립했으며, 이 그룹은 중국 비디오 웹사이트 GTV를 운영한다. 월스트리트 저널은 이후 GTV 회사들이 불법 자금 조달로 연방 및 주 당국의 조사를 받고 있다고 보도했다. 2021년, 이 회사들은 5,000명 이상의 투자자들에게 4억 8천만 달러 이상을 상환하고 3,500만 달러의 벌금을 지불하기로 SEC와 합의했다.

### GTV 및 G 뉴스에 의한 허위 정보
궈의 미디어는 코로나19 팬데믹 기간 동안 허위 정보를 유포하는 것으로 알려졌다. 2020년 1월 25일, G 뉴스는 중국 정부가 코로나바이러스감염증-19가 "비밀 생물무기 프로그램"과 관련된 "우한의 P4 연구소"에서 우발적으로 유출되었다는 사실을 인정할 것이라고 주장했다. 사실 확인 기관인 폴리티팩트는 G 뉴스의 주장을 뒷받침할 증거를 찾지 못했으며, 이를 거짓으로 판단하고 코로나19의 허위 정보로 분류했다.
2020년 뉴욕 타임스는 궈와 스티브 배넌이 중국 바이러스 학자 옌리멍을 홍보하고 있다고 보도했다. 그들은 옌에게 미국행 비행기 표를 사주고, 숙소를 제공하고, 언론 출연을 지도하고, 터커 칼슨을 포함한 보수 TV 진행자들과의 인터뷰를 주선했다. 옌은 이후 코로나19 바이러스가 인공적으로 만들어졌다는 근거 없는 팬데믹 주장을 했지만, 그녀의 연구는 과학자들에 의해 비과학적이고 "전문 용어로 포장된 논쟁"이라는 이유로 허위 정보로 거부되었다.
포린 폴리시에 따르면, G 뉴스는 2020년 미국 대통령 선거 전후로 허위 이야기와 음모론을 퍼뜨렸으며, 특히 헌터 바이든에 대한 허위 정보를 유포했다. 궈는 또한 발행 직후 미확인된 이야기들을 공유하는 트위터에서 많은 팔로워를 가지고 있었다. 2020년 12월 기준으로, 50만 명 이상의 팔로워를 가졌던 궈의 트위터 계정은 정지되었다.
2021년 7월, BBC 뉴스는 스티브 배넌과 궈원구이가 선거 사기 및 코로나19 백신에 대한 허위 정보, 그리고 소셜 미디어 플랫폼에서 QAnon 이야기를 유포하는 데 협력했다고 보도했다.
2024년 7월, 싱가포르 내무부는 2021년 외국 간섭 (대응)법에 따라 소셜 미디어 플랫폼인 X, 페이스북, 인스타그램, 유튜브, 틱톡에게 궈와 관련된 거의 100개의 소셜 미디어 계정을 차단하도록 지시했다. 싱가포르 내무부는 이 계정들이 싱가포르인이 운영하는 것이 아니며, 궈의 싱가포르에 대한 적대적 정보 캠페인의 일환이라고 밝혔다. 연합조보는 이 계정들이 리셴룽 총리가 중국 공산당에 의해 조종되고 있으며 싱가포르가 홍콩처럼 망할 것이라고 주장하는 궈의 비디오를 공유했다고 보도했다.

## 기타 논란
2017년 궈원구이는 대만 배우 린즈링이 중국 사업가 샤오 젠화와 불륜 관계를 맺었다고 비난했다. 린은 이 소문을 "터무니없고, 가짜이며, 지나치게 바보 같다"고 일축했다.
2020년 12월, 텅뱌오는 궈가 자신과 다른 반체제 인사들의 집을 피케팅하도록 주선했으며, 이들이 중국 정부와 공모했다고 비난했다고 말했다. 이는 궈가 무엇을 달성하려 하는지에 대한 상충되는 이론으로 이어졌다.

## 유죄 판결
궈는 2023년 3월 15일 뉴욕에서 연방 당국에 의해 온라인 추종자들에게 10억 달러 이상을 사기 친 혐의로 체포되었다. 여기에는 GTV에 대한 4억 5천 2백만 달러의 미등록 제안과 1억 5천만 달러의 대출, 그리고 회원 프로그램에 대한 2억 5천만 달러와 히말라야 익스체인지 암호화폐 프로젝트에 대한 2억 6천 2백만 달러가 포함되었다. 그는 증권 및 전신 사기, 갈취, 돈세탁을 포함한 12가지 형사 혐의에 직면했다. 궈는 12가지 혐의 모두에 대해 무죄를 주장했으며 재판을 기다리는 동안 수감되었다. 2024년 7월 16일, 맨해튼 연방 법원에서 7주간 진행된 재판 끝에 궈는 투자자와 지지자들에게 약 10억 달러를 사기 친 혐의로 유죄 판결을 받았다. 그는 증권 및 전신 사기, 갈취, 돈세탁을 포함한 12가지 형사 혐의 중 9가지에 대해 유죄 판결을 받았다. 그는 또한 추가 형사 혐의로 수배 중인 중국으로 추방될 가능성도 있다.
그의 선고는 2024년 11월 19일로 예정되어 있다.

## 같이 보기
- 하오하이둥
- Gettr